# إيميت ديفيس
إيميت ديفيس (بالإنجليزية: Emmett Davis)‏ هو مدرب كرة سلة أمريكي، ولد في 9 سبتمبر 1959 في غلوفرسفيل في الولايات المتحدة.